# Cuspidaria undata
Cuspidaria undata is een tweekleppigensoort uit de familie van de Cuspidariidae. De wetenschappelijke naam van de soort is voor het eerst geldig gepubliceerd in 1884 door Verrill.